# Fédération d'Asie du Sud de football
 (mars 2019).
Si vous disposez d'ouvrages ou d'articles de référence ou si vous connaissez des sites web de qualité traitant du thème abordé ici, merci de compléter l'article en donnant les références utiles à sa vérifiabilité et en les liant à la section « Notes et références ».
La Fédération de football d'Asie du Sud, ou (en) South Asian Football Federation (SAFF), est une fédération internationale de football regroupant des fédérations nationales d'Asie du Sud.
Cette fédération est accréditée par la FIFA. Elle organise la Coupe d'Asie du Sud de football depuis 1993. Son président est le Bangladeshi Kazi Salahuddin.

## Fédérations membres
La SAFF a actuellement sept fédérations membres. Lors de sa création en 1997, 6 fédérations la composaient : l'Inde, le Pakistan, le Bangladesh, le Sri Lanka, les Maldives et le Nepal. En 2000, le Bhoutan rejoint la SAFF, tout comme l'Afghanistan en 2005. Cette dernière quitte la Fédération en 2014 pour rejoindre celle d'Asie Centrale.
| Nation     | Fédération | Équipe nationale    | Championnat national | Affiliation |
| Bangladesh | Fédération | Masculine, féminine | Masculin             | 1997        |
| Bhoutan    | Fédération | Masculine, féminine | Masculin             | 2000        |
| Inde       | Fédération | Masculine, féminine | Masculin             | 1997        |
| Maldives   | Fédération | Masculine, féminine | Masculin             | 1997        |
| Népal      | Fédération | Masculine, féminine | Masculin             | 1997        |
| Pakistan   | Fédération | Masculine, féminine | Masculin             | 1997        |
| Sri Lanka  | Fédération | Masculine, féminine | Masculin             | 1997        |